# Everything Stops for Tea
Everything Stops for Tea è il sesto album di Long John Baldry, pubblicato nel 1972 dalla Warner Music.
L'album è stato rispampato nel 2005 in CD con cinque bonus track.

## Tracce
1. Intro: Come Back Again (Ross Wilson) - 4:05
2. Seventh Son (Willie Dixon) - 3:07
3. Wild Mountain Thyme (L.J.Baldry, Davey Johnstone) - 3:49
4. Iko Iko (Sharon Jones, Jesse Thomas, Joe Jones, Mary Lynn Jones) - 3:10
5. Jubilee Cloud (John Kongos, Peter Leroy) - 4:16
6. Everything Stops for Tea (Al Goodhart, Al Hoffman, Maurice Sigler) - 3:08
7. You Can't Judge a Book (Willie Dixon) - 4:21
8. Mother Ain't Dead - 2:55
9. Hambone (Sam Mitchell) - 4:02
10. Lord Remember Me (R. Phorne) - 4:08
11. Armit's Trousers (Ian Armit) - 1:46

Bonus track ristampa 2005:
1. Radio Spot #1 - 1:06
2. Bring My Baby Back to Me (Live) - 6:26
3. Only Love Can Break Your Heart (featuring Joyce Everson) (Neil Young) - 3:13
4. I'm Just a Rake & Ramblin' Boy (featuring J. Everson) - 3:27
5. Radio Spot #2 - 0:57

## Musicisti
- Long John Baldry - voce, chitarra
- Elton John - piano
- Rod Stewart - banjo
- Sam Mitchell - steel guitar
- Davey Johnstone - chitarra
- James Litherland - chitarra
- Bob Weston - chitarra
- Ian Armitt - organo
- Jimmy Horowitz - organo
- John Porter - basso
- Richard Brown - basso
- Bill Smith - basso
- Roger Pope - batteria
- John Dentith - batteria
- Terry Stannard - batteria
- Ray Cooper - percussioni
- Micky Waller - percussioni
- Stefan Delft - viola